# 臧安民
臧安民（1959年1月—），河南沈丘人，中国政治人物。曾任中共河南省委组织部常务副部长，2010年中共中央组织部组织央地干部交流时进京任职。现任中共中央组织部秘书长，第十三届全国政协委员。

## 生平
历任中共河南省委组织部副部长（2001年9月任副厅级），2008年升任常务副部长（正厅级）。2010年11月，任中共中央组织部政策法规局局长（研究室主任）。2015年4月，历任中央巡视组巡视专员、中共中央组织部部务委员（副部长级）。2016年11月，任中共中央组织部秘书长、新闻发言人。
2018年初，当选第十三届全国政协委员、全国政协人口资源环境委员会委员。
2019年12月上旬，率领中共十九届四中全会精神对外宣介团先后访问老挝、越南、泰国。